# Lionel Ainsworth
Lionel Ainsworth (Nottingham, 1º ottobre 1987) è un ex calciatore inglese, di ruolo centrocampista.

## Carriera

### Club
Esterno destro, ha giocato tra la seconda e la quinta divisione inglese, arrivando in Scozia nel 2013, potendo giocare anche l'UEFA Europa League con la casacca del Motherwell.
Prodotto delle giovanili del Derby County (Championship), nel 2007 passa all'Hereford United, in Football League Two. Notato dal Watford, il club di seconda divisione inglese lo chiede in prestito per un paio di mesi e, a prestito scaduto, decide di riscattarne il cartellino in cambio di € 275.000 nel gennaio 2008. Nel novembre successivo, il Watford lo cede in prestito all'Hereford United. Ritornato a Londra, nel mercato di riparazione 2009 è ceduto a titolo definitivo all'Huddersfield Town, che paga i londinesi € 0,6 milioni per ottenerlo. Nell'agosto del 2010, dopo una trentina di presenze in due anni, Ainsworth passa allo Shrewsbury Town in cambio di € 425.000 e dopo aver vestito anche le maglie di Burton Albion, Rotherham United e Aldershot Town, nell'agosto 2013 è ceduto in prestito al Motherwell, in Scottish Premiership: 11 reti in 29 incontri, un paio decisive come lo 0-1 ad Aberdeen o il gol del 2-2 in trasferta contro il Dundee United, convincono la società scozzese a riscattare il cartellino di Ainsworth a fine stagione.

### Nazionale
Ha giocato nelle nazionali giovanili inglesi Under-16, Under-17, Under-18 ed Under-19.